# Cidade de Hamade
Cidade de Hamade (em árabe: مدينة حمد; romaniz.: Madinat Hamad) é uma cidade do Reino do Barém localizada na província Norte. De acordo com o censo de 2001, tinha 52 718.